# Сесчорі (Брашов)
Сесчорі (рум. Săsciori) — село у повіті Брашов в Румунії. Входить до складу комуни Реча.
Село розташоване на відстані 172 км на північний захід від Бухареста, 52 км на захід від Брашова.

## Населення
За даними перепису населення 2002 року у селі проживали 214 осіб, усі — румуни. Усі жителі села рідною мовою назвали румунську.